# Gli schiavi invisibili
Gli schiavi invisibili è un libro di inchiesta giornalistica scritto da Giancarlo Giojelli, caporedattore e inviato di Rai Due, edito da Piemme nel 2005.
Il saggio raccoglie numerose testimonianze dirette delle vittime della tratta degli esseri umani e indaga sulla schiavitù nel III millennio, un dramma che coinvolge oltre duecento milioni di uomini donne e bambini, nonostante la schiavitù sia stata da quasi un secolo dichiarata ufficialmente estinta in tutti i paesi del mondo.
In realtà la schiavitù è attualmente considerata dalle Nazioni Unite la terza fonte di reddito (dopo le armi e la droga) del bilancio della criminalità organizzata internazionale e si avvia ad essere la prima voce entro la fine del decennio. Nel libro ci sono numerosi link a siti di organizzazioni non governative e agenzie dell'ONU che si occupano di combattere la tratta, liberare donne e bambini e fornire assistenza umanitaria e legale a chi cerca di sfuggire al racket.
Dato il suo particolare valore didattico, l'opera è stata inclusa nella bibliografia proposta dalla commissione parlamentare antimafia per promuovere la cultura della legalità, della solidarietà e dei diritti quale mezzo di contrasto alla sub-cultura mafiosa e dell'illegalità.